# 達維季夫布里德
達維季夫布里德，或译为达维迪夫布里德，是烏克蘭南部赫爾松州貝里斯拉夫區大亚历山德里夫卡市镇内的村落。始建於1795年，面積2.05平方公里，海拔高度9米，2001年人口1,223，人口密度每平方公里598人。
2022年俄羅斯入侵烏克蘭期間，该村多次易手。2022年10月3日，该村被烏克蘭收復。